# لوبا كابيتولينا

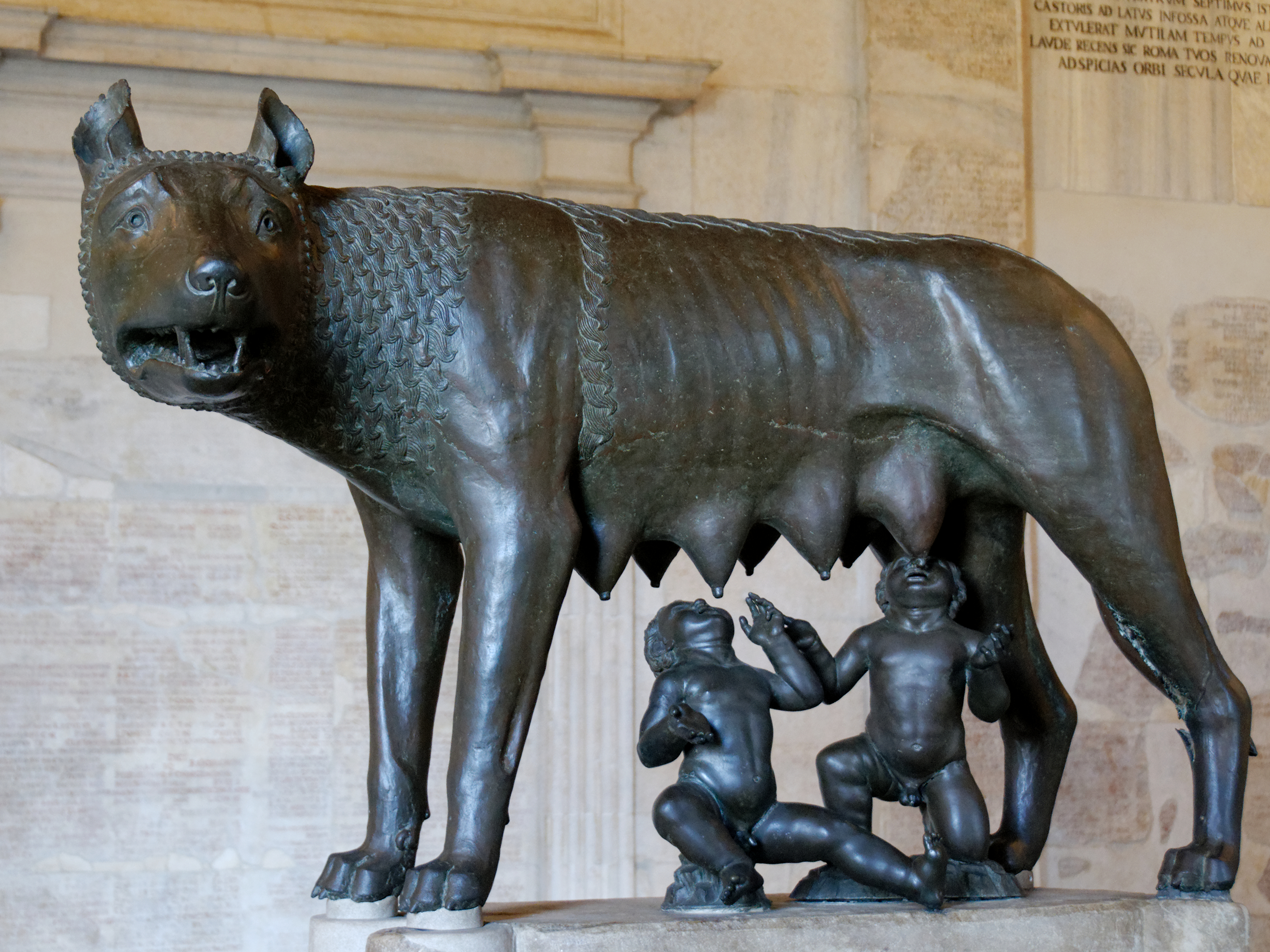
لوبا كابيتولينا ترضع رومولوس ورموس.

لوبا كابيتولينا البرونزي (بالإيطالية: Lupa capitolina)‏ أو «ذئبة كابيتولينيا» في موزي كابيتوليني بتلة كابيتوليني في روما، إيطاليا. حيث توجد المنحوتة منذ العام 1473، تعتبر إحدى أيقونات «مؤسسي روما» حيث أزيح «نوميتور» والد التوأمين رومولوس ورموس عن العرش من قبل «أموليوس» وذلك وفقا لأسطورة التأسيس حيث أمرهما بالقفز في نهر التيبر حيث أنقذتهما أنثى ذئب عرفت باسم لوبا "Lupa" ليجدهما الراعي «فاستولوس» وليقوم بتربيتهما.
هناك «جدل» حول فترة صنع التمثال حيث يذكر أنه من القدم بحيث يعود إلى فترة الحضارة الإتروسكانية في القرن الخامس قبل الميلاد، في حين تم إضافة التوأمين لاحقا في القرن الخامس عشر، حيث يعتقد أن صانعهما النحات أنطونيو ديل بولايولو.
وآخرين يحددون فترة صنعه في القرن الثالث عشر أو أواخر القرن الخامس عشر الميلادي.
المنحوتة إلى حد ما أكبر من الحجم الطبيعي منتصبة بـ 75 سنتيمتر ارتفاعا و 114 سنتيمتر طولا. الذئب منحوت بشكل المتوتر أو المترقب بأذنين منتصبتين وعينين محدقتين تترقبان أي خطر، بالعكس من التوأمين البشريين، والذين تم انجازهما بشكل مختلف تماما، غير مهتمين بمحيطهما ويقومان بالرضاعة.
هذا وتنتشر نسخ من لوبا كابيتولينا في عدة مناطق من العالم، كما عرف عن بنيتو موسليني إعجابه بالتمثال كونه اعتبر نفسه «باني روما الجديدة». هذا وتتواجد نسخ من التمثال في عدة مناطق مثل الأرجنتين، إيطاليا، السويد، الولايات المتحدة واليابان.

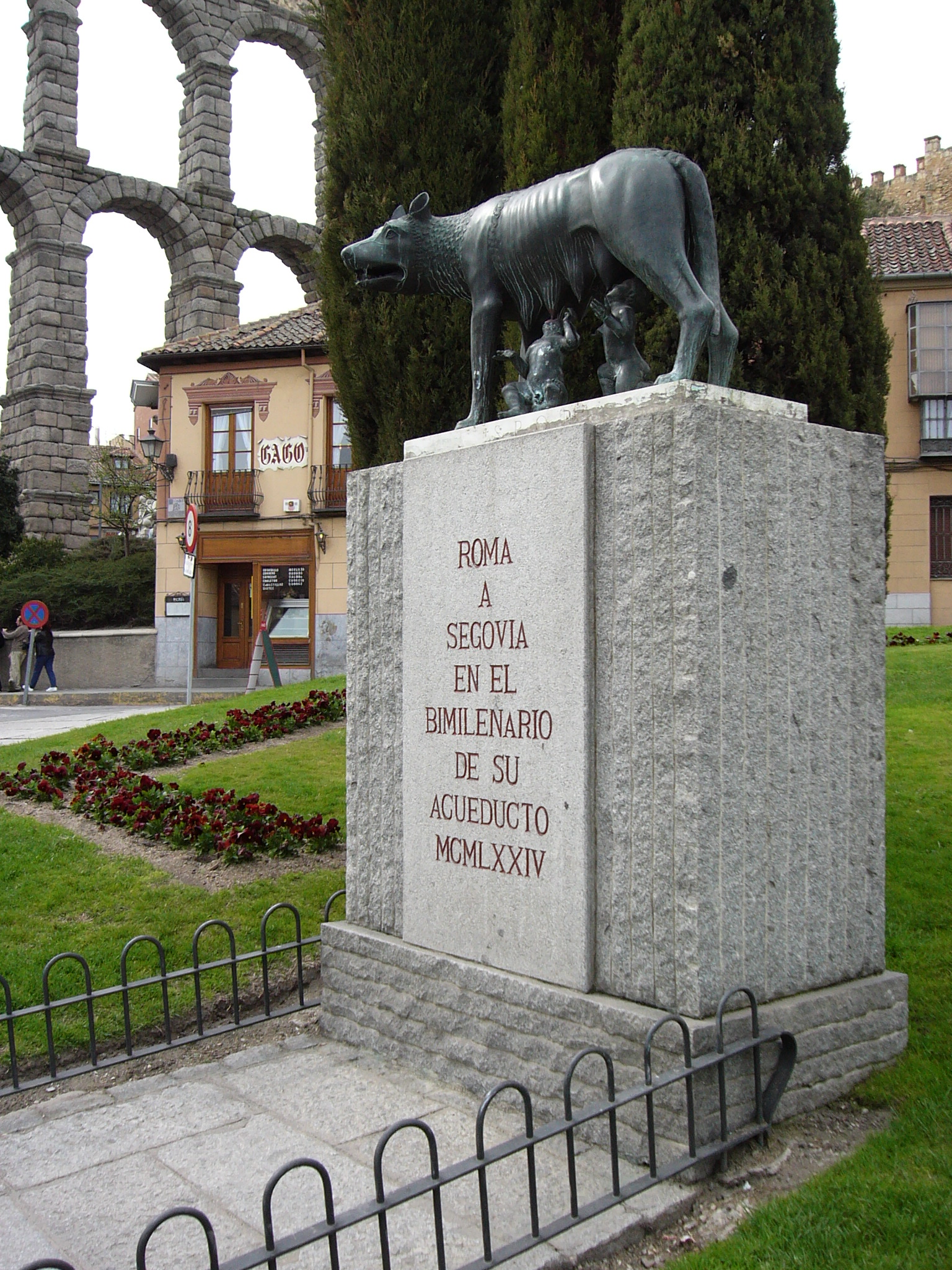
لوبا كابيتولينا في مدينة سغوبيا، إسبانيا.
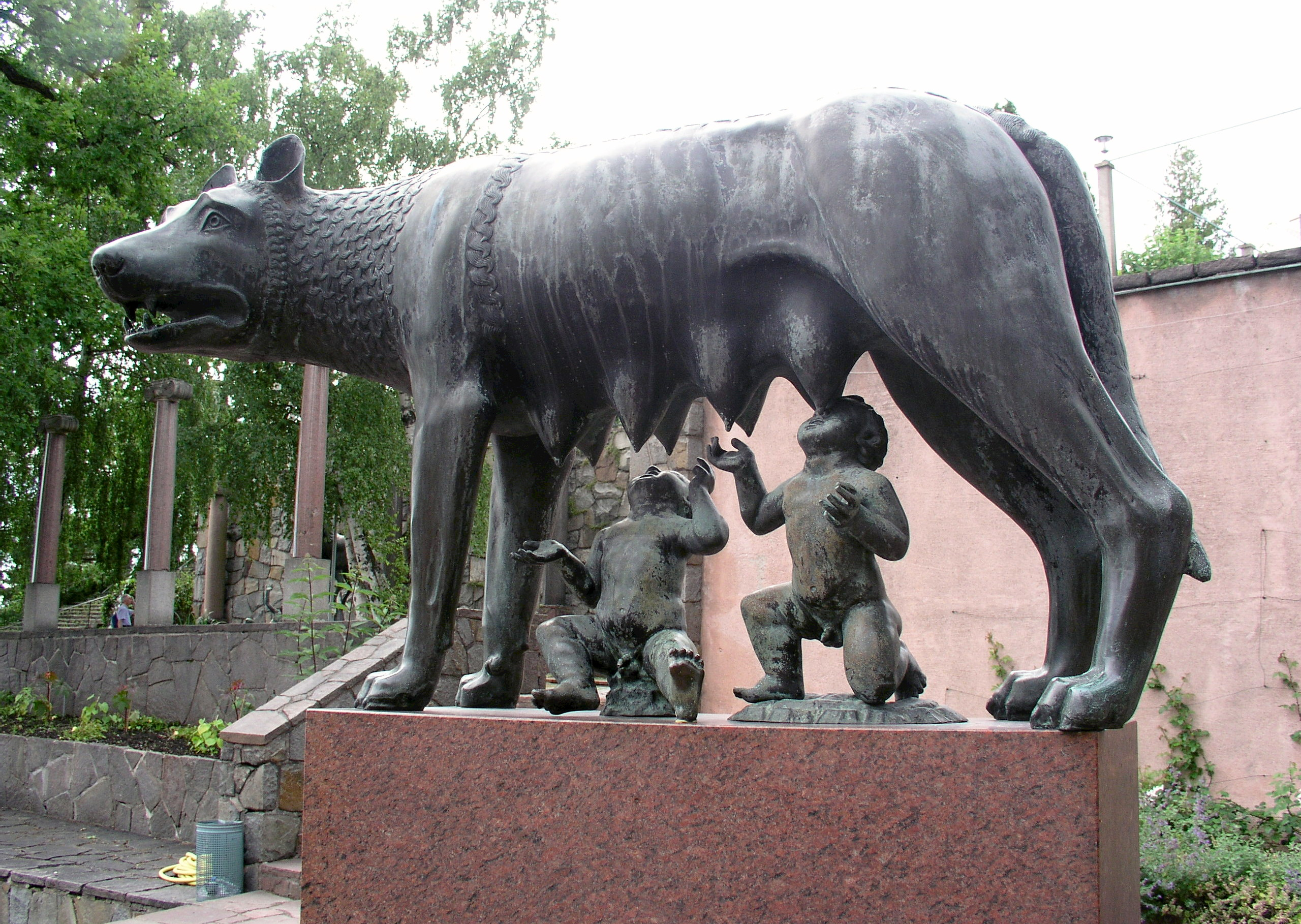
لوبا كابيتولينا في لودينغو، السويد.
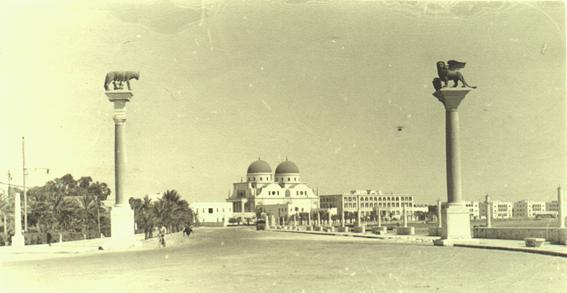
لوبا كابيتولينا أعلى عمود غرانيتي في شارع النصر في مدينة بنغازي، ليبيا.